# لمبدان حاجی‌آباد
لُمبِدان حاجی‌آباد، روستایی است از توابع بخش مرکزی در شهرستان دیر استان بوشهر ایران.

## جمعیت
این روستا در دهستان حومه دیر قرار دارد و بر اساس سرشماری سال ۱۳۸۵ جمعیت آن (۱۰۳ خانوار) ۵۵۵ نفر است.